# Чернілевський Дмитро Володимирович
Дмитро́ Володи́мирович Черніле́вський (5 листопада 1934 року в с. Гришки Деражнянського району Хмельницької області — 13 вересня 2018 р., Вінниця, похований у рідному селі Гришки[джерело?]),  — український вчений, доктор педагогічних наук, професор, засновник і перший президент Академії міжнародного співробітництва з креативної педагогіки [Архівовано 29 грудня 2018 у Wayback Machine.].
Сфера наукових інтересів — проблеми методології наукової діяльності креативних дидактичних технологій вищої школи.

## З біографії
Закінчив семирічну школу. Вчився у залізничному училищі, школі робітничої молоді. Закінчив Московський індустріально-педагогічний технікум, Московський обласний педагогічний інститут ім. Н. К. Крупської. 3 червня 2002 року по січень 2013 року працював завідувачем і професором кафедри соціальної роботи Вінницького соціально-економічного інституту Університету «Україна».
За напрямом «Розвиток духовно-моральних цінностей на основі синтезу науки, освіти, релігії, культури» підготував 3 доктори та 4 кандидати наук.
Академік Міжнародної академії інформатизації, Міжнародної академії наук педагогічної освіти, ініціатор створення і головний редактор журналу «Креативна педагогіка», організатор щорічних міжнародних науково-методичних конференцій за напрямком «Духовна культура особистості та інноваційні освітні технології».

## Творчий доробок
Автор більше 50 науково-навчальних видань, а також понад 300 науково-публіцистичних праць. Розробив навчальний комплекс «Методологічні та технологічні принципи педагогіки вищої школи на основі духовно-моральних цінностей», до складу якого входять ряд підручників і посібників.
Основні видання: «Дидактические технологии в высшей школе» (2002), «Креативная педагогика и психология» (2004), «Педагогіка та психологія вищої школи» (2005), «Методологія наукової діяльності» (2008), «Духовна культура особистості» (2009), «Педагогіка вищої школи» (2009). Навчальні видання вийшли у світ українською, російською, англійською, латвійською мовами.

## Сім'я
Після проголошення незалежності України разом із дружиною Ніною Григорівною переїхав жити й працювати в Україну.
Брати та сестри:
- Сергій Володимирович Чернілевський (30 жовтня 1945, Хмельницька область) — український військовик, генерал-полковник. У 1998—1999 рр. — командувач військ Західного оперативного командування;
- Валентин Володимирович Чернілевський;
- Миколай Володимирович Чернілевський;
- Анатолій Володимирович Чернілевський;
- Любов Володимирівна Побокіна (Чернілевська);
- Тетяна Володимирівна Чернілевська;

## Публікації
- Чернілевський Д. В., Антонова О. Є., Барановська Л. В., Вознюк О. В., Дубасенюк О. А. Методологія наукової діяльності: Навчальний посібник. — Вінниця: Видавництво АМСКП, 2010. — 484 с.

## Нагороди та відзнаки
Почесний професор Московського державного університету технології і управління; нагороджений нагрудним знаком «Почесний працівник вищої професійної освіти Росії», орденом Дружби (Росія), орденом Святого Володимира (Україна), ювілейним орденом на честь «1020-річчя Хрещення Київської Русі», Відмінник освіти України.

## Вшанування пам'яті
З 15 по 17 квітня 2019 року в Барському гуманітарно-педагогічному коледжі відбулась Міжнародна науково-практична конференція «Актуальні проблеми в системі вищої освіти: теоретико-методичні і прикладні аспекти», яка була приурочена пам'яті Чернілевського Д. В.